# Hamburgisches Oberverwaltungsgericht

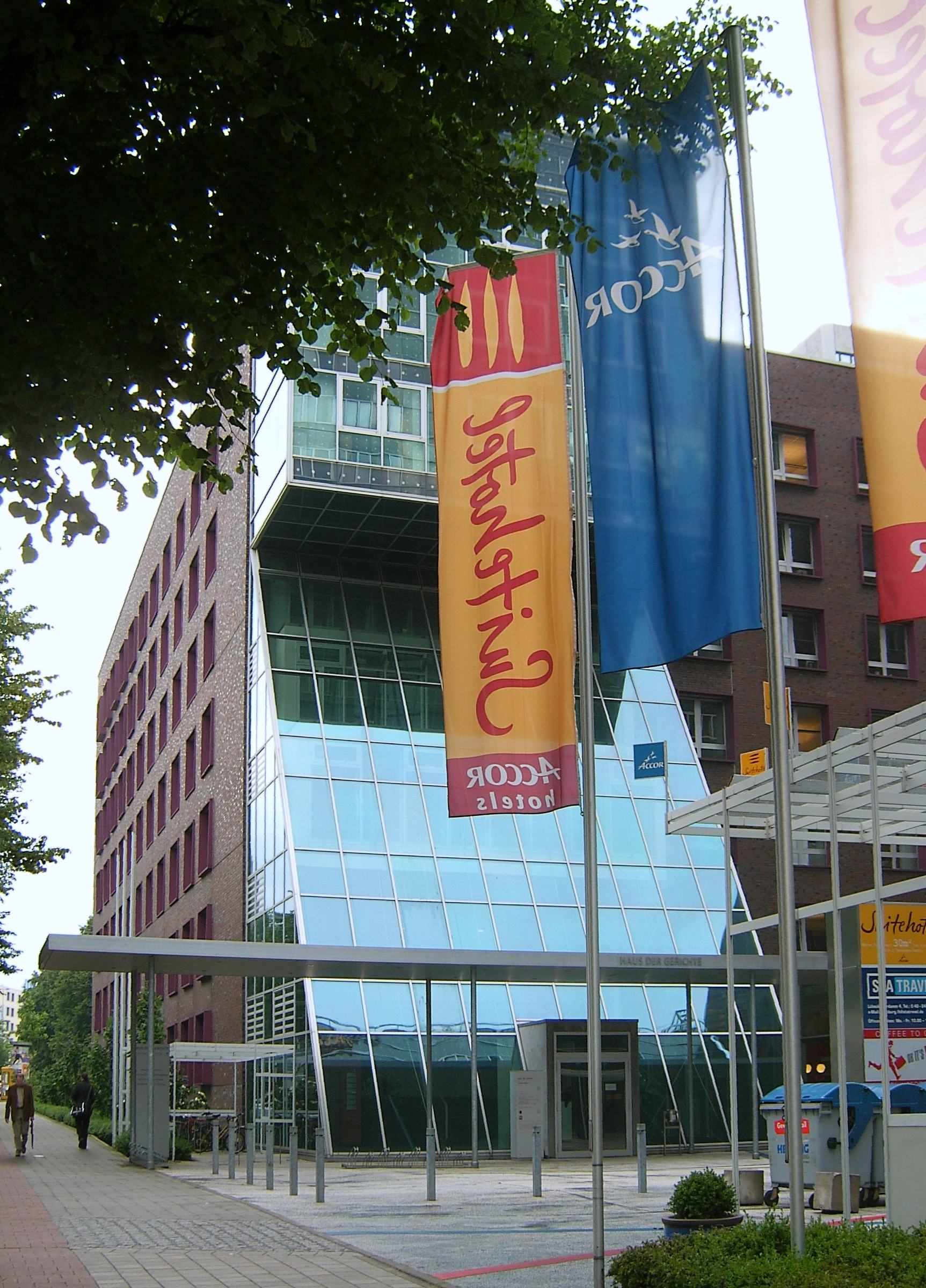
„Haus der Gerichte“

Das Hamburgische Oberverwaltungsgericht ist das Oberverwaltungsgericht (OVG) des Bundeslandes Hamburg und bildet die Spitze der Verwaltungsgerichtsbarkeit dieses Bundeslandes. Seit März 2020 steht mit Anne Groß als Präsidentin erstmals eine Frau an der Spitze des Gerichts.  

## Gerichtssitz und -bezirk
Das Hamburgische Oberverwaltungsgericht hat seinen Sitz in Hamburg. Der Gerichtsbezirk umfasst das gesamte Gebiet des Bundeslandes.

## Instanzenzug
Das Oberverwaltungsgericht ist dem Bundesverwaltungsgericht untergeordnet. Nachgeordnetes Verwaltungsgericht ist das Verwaltungsgericht Hamburg.

## Geschichte
Mit dem Gesetz über die Verwaltungsgerichtsbarkeiten vom 2. November 1921 (GVBl. S 585) wurde erstmals ein eigenständiges Gericht zur Gewährleistung des Rechtsschutzes des Bürgers gegen Maßnahmen der Obrigkeit geschaffen. Zunächst unterstand das Oberverwaltungsgericht der Dienstaufsicht des Hanseatischen Oberlandesgerichts. Der Senat ernannte die Richter aus dem Kreis der Richter des Oberlandesgerichts. Erster Vorsitzender Richter war Carl Ritter (1922–1934), der auch den Gesetzentwurf zur Schaffung des Gerichts angefertigt hatte. Es folgten Arnold Engel (1934–1935), Curt Rothenberger (1935–1945) und Ernst Krönig (ab 1945). Erst ab 1985 wurde die enge Bindung des Oberverwaltungsgerichts an das Oberlandesgericht aufgehoben.
Zum 26. März 2020 wurde mit Anne Groß erstmals in der Geschichte des Gerichts eine Frau zur Präsidentin berufen.

## Leitung
- Ab 1946: Herbert Ruscheweyh
- Ab 1. Juli 1969: Walter Stiebeler (* 3. November 1919)
- 1985–1987: Jan Albers[1]
- 1. Dezember 1987–1994: Wilhelm Rapp (* 2. April 1942)
- 1. September 1994–2000: Uwe Mückenheim (* 10. März 1936)[2]
- 2000–2014: Rolf Gestefeld[3]
- 2014–2020: Friedrich-Joachim Mehmel
- Seit 26. März 2020: Anne Groß

## Gebäude
Das Gericht befindet sich im Neubauensemble Haus der Gerichte am Berliner Tor.